# Catedral de San Nicolás (Elbląg)
La Catedral de San Nicolás (en polaco: Katedra św. Mikołaja w Elblągu) es una iglesia de estilo gótico del siglo XIII en Elbląg, Polonia. Construida alrededor del año 1247, la iglesia pasó a ser luterana en 1573. Fue dañada por un incendio en el siglo XVIII y sufrió daños durante la Segunda Guerra Mundial. Fue elevada a la categoría de catedral católica en 1992, de la diócesis de Elbląg.
Cuando los burgueses de Elbing (Elbląg) intentaron por primera vez adoptar la reforma protestante en 1525, el rector de la Iglesia de San Nicolás mantuvo la práctica católica. Desde 1539 el ayuntamiento tácitamente toleró y poco a poco promovió abiertamente el luteranismo, por lo que la iglesia de San Nicolás se había convertido en una iglesia luterana desde 1573.
Siguiendo el contrato de regencia del rey Segismundo III de Prusia (1605) con Joachim Frederick de Brandeburgo y su contrato de infeudación de Prusia (Tratado de Varsovia de 1611) con Juan Segismundo de Brandenburgo estos dos gobernantes de Prusia garantizaron la libre práctica de la religión católica en la entonces prevalentemente luterana Prusia. Sobre la base de estos contratos el príncipe-obispo Szymon Rudnicki de Ermland logró la restitución de San Nicolás como parroquia católica en 1612, entonces la única en Elbing, y desde entonces volvió a ser una iglesia católica.
San Nicolás fue dañada por un incendio en el siglo XVIII, y luego destruida en la Segunda Guerra Mundial, siendo reconstruido posteriormente. En 1992, el edificio fue elevado a la categoría de catedral.